# خاننا (استان لوبلین)
خاننا (به لهستانی:  Hanna) یک روستا در لهستان است که در گمینا خاننا واقع شده‌است. خاننا ۷۹۰ نفر جمعیت دارد.